# Matthias Schoenaerts
Matthias Schoenaerts (Anversa, 8 dicembre 1977) è un attore belga.

## Biografia
Figlio dell'attore Julien Schoenaerts, nasce ad Anversa nel 1977. Inizia a recitare all'età di otto anni, affiancando il padre a teatro. Il suo debutto cinematografico avviene all'eta di quindici anni con un piccolo ruolo nel film belga Padre Daens, candidato all'Oscar al miglior film straniero.
Dopo aver terminato gli studi all'Accademia d'arte drammatica di Anversa, inizia una prolifica carriera, che lo porta a recitare in vari film e cortometraggi. Nel 2006 ottiene una parte nel film di Paul Verhoeven Black Book, mentre nel 2008 interpreta il ruolo di Filip in Loft di Erik Van Looy, campione d'incassi in Belgio.
Nel 2011 è protagonista di Bullhead - La vincente ascesa di Jacky di Michaël R. Roskam, candidato all'Oscar al miglior film straniero. Per la sua interpretazione Schoenaerts riceve il premio FIPRESCI come migliore attore al Palm Springs International Film Festival e vince il premio Magritte come migliore attore. Nel 2012 recita al fianco di Marion Cotillard in Un sapore di ruggine e ossa, diretto da Jacques Audiard e presentato in concorso al Festival di Cannes 2012.
Sempre nel 2012 riprende il ruolo di Filip in un remake di produzione statunitense di Loft, sempre diretto da Erik Van Looy. Recita inoltre in Blood Ties diretto da Guillaume Canet, uscito nel 2013, con un cast internazionale che comprende Mila Kunis, Marion Cotillard, Zoe Saldana e Clive Owen. Nel febbraio 2013 vince il Premio César per la migliore promessa maschile. 
Nel 2014 ha recitato, al fianco di Michelle Williams, nel film Suite francese, tratto dall'omonimo romanzo di Irène Némirovsky e diretto da Saul Dibb. Nel 2015 recita nei film The Danish Girl e A Bigger Splash, entrambi presentati in concorso alla 72ª Mostra internazionale d'arte cinematografica di Venezia. Nello stesso anno, è stato nominato Cavaliere dell'Ordine delle Arti e delle Lettere in Francia.

## Filmografia

### Cinema
- Padre Daens (Daens), regia di Stijn Coninx (1992)
- Meisje, regia di Dorothée Van Den Berghe (2002)
- Any Way the Wind Blows, regia di Tom Barman (2003)
- Dennis van Rita, regia di Hilde Van Mieghem (2006)
- Black Book, regia di Paul Verhoeven (2006)
- Loft, regia di Erik Van Looy (2008)
- Linkeroever, regia di Pieter Van Hees (2008)
- My Queen Karo, regia di Dorothée Van Den Berghe (2009)
- La meute, regia di Franck Richard (2010)
- Bullhead - La vincente ascesa di Jacky (Rundskop), regia di Michaël R. Roskam (2011)
- Un sapore di ruggine e ossa (De rouille et d'os), regia di Jacques Audiard (2012)
- Blood Ties - La legge del sangue (Blood Ties), regia di Guillaume Canet (2013)
- Chi è senza colpa (The Drop), regia di Michaël R. Roskam (2014)
- The Loft, regia di Erik Van Looy (2014)
- Le regole del caos (A Little Chaos), regia di Alan Rickman (2014)
- Suite francese (Suite française), regia di Saul Dibb (2014)
- Via dalla pazza folla (Far from the Madding Crowd), regia di Thomas Vinterberg (2015)
- Disorder - La guardia del corpo (Maryland), regia di Alice Winocour (2015)
- The Danish Girl, regia di Tom Hooper (2015)
- A Bigger Splash, regia di Luca Guadagnino (2015)
- Le nostre anime di notte (Our Souls at Night), regia di Ritesh Batra (2017)
- Le Fidèle - Una vita al massimo (Le Fidèle), regia di Michaël R. Roskam (2017)
- Red Sparrow, regia di Francis Lawrence (2018)
- Fratelli nemici - Close Enemies (Frères ennemis), regia di David Oelhoffen (2018)
- Kursk, regia di Thomas Vinterberg (2018)
- The Mustang, regia di Laure de Clermont-Tonnerre (2019)
- La vita nascosta - Hidden Life (A Hidden Life), regia di Terrence Malick (2019)
- Panama Papers (The Laundromat), regia di Steven Soderbergh (2019)
- The Old Guard, regia di Gina Prince-Bythewood (2020)
- The Sound of Philadelphia, regia di Jeremie Guez (2020)
- Amsterdam, regia di David O. Russell (2022)
- The Old Guard 2, regia di Victoria Mahoney (2025)

### Televisione
- Django, regia di Francesca Comencini, David Evans e Enrico Maria Artale – miniserie TV (2023)
- The Regime - Il palazzo del potere (The Regime), regia di Stephen Frears e Jessica Hobbs – miniserie TV (2024)

## Doppiatori italiani
Nelle versioni in italiano delle opere in cui ha recitato, Matthias Schoenaerts è stato doppiato da:
- Edoardo Stoppacciaro in Via dalla pazza folla, The Danish Girl, Le nostre anime di notte, Le Fidèle - Una vita al massimo, Amsterdam, The Regime - Il palazzo del potere
- Alberto Bognanni in Blood Ties - La legge del sangue, The Loft, Disorder - La guardia del corpo, The Mustang, Django
- Alessio Cigliano in Red Sparrow, Fratelli nemici - Close Enemies, The Old Guard, The Old Guard 2
- Gianfranco Miranda in Le regole del caos, Suite francese, Kursk
- Andrea Mete in A Bigger Splash, La vita nascosta - Hidden Life
- Marco Baroni in Black Book
- Dario Oppido in Bullhead - La vincente ascesa di Jacky
- Riccardo Niseem Onorato in Un sapore di ruggine e ossa
- Emiliano Coltorti in Chi è senza colpa
- Diego Baldoin in L'altra Grace
- Riccardo Rossi in Panama Papers
- Giorgio Bonino in La vita nascosta - Hidden Life (ridoppiaggio)